# Mistrzostwa świata w żeglarstwie
Mistrzostwa świata w żeglarstwie to najważniejsze po igrzyskach olimpijskich zawody w klasach olimpijskich. Ich organizatorem jest ISAF – Międzynarodowa Federacja Żeglarska. Mistrzostwa po raz pierwszy odbyły się w 2003 roku w Kadyksie i są rozgrywane co cztery lata. Impreza rozgrywana była rok przed letnimi igrzyskami olimpijskimi jako pierwszą kwalifikacją do igrzysk olimpijskich.

## Historia mistrzostw
| Nr | Rok  | Miasto    | Państwo    |
| -- | ---- | --------- | ---------- |
| 1. | 2003 | Kadyks    | Hiszpania  |
| 2. | 2007 | Cascais   | Portugalia |
| 3. | 2011 | Perth     | Australia  |
| 4. | 2014 | Santander | Hiszpania  |
| 5. | 2018 | Aarhus    | Dania      |
| 6. | 2023 | Haga      | Holandia   |